# Yarumal
Yarumal – miasto w Kolumbii, w departamencie Antioquia.
W mieście urodził się płatny zabójca kartelu z Medelin, John Jairo Velásquez Vásquez.